# Dombeya reginae
Dombeya reginae là một loài thực vật có hoa trong họ Cẩm quỳ. Loài này được Jacques mô tả khoa học đầu tiên năm 1832.